# Uuden Musiikin Kilpailu
Uuden Musiikin Kilpailu (Abkürzung: UMK; finnisch für Wettbewerb für neue Musik) ist die finnische Vorentscheidung zum Eurovision Song Contest. Veranstaltet wird er von der finnischen Rundfunkanstalt Yleisradio (Yle). Seit 2020 ist ebenfalls der finnische Radiosender YleX für die Produktion verantwortlich.

## Geschichte
Nachdem Finnland seine Teilnahme für den Eurovision Song Contest 2012 bestätigt hatte, kündigte Yle an, dass es einen neuen Vorentscheid geben wird, nachdem vorher alle finnischen Beiträge durch den Vorentscheid Euroviisukarsinta ermittelt wurden. Seitdem wählte Finnland alle Beiträge zum Eurovision Song Contest über Uuden Musiikin Kilpailu aus. Über die Jahre hinweg wurde allerdings immer wieder das Konzept der Show überarbeitet, so dass sich verschiedene Modi über die Jahre entwickelt haben.

## Modus

### 2012
2012 nahmen insgesamt zwölf Teilnehmer an der Vorentscheidung teil. Diese wurden zuerst in einer speziellen Sendung vorgestellt, wobei ein dreizehnter Interpret über eine Wildcard bestimmt. Dann gab es zwei Sendungen mit je sechs Teilnehmer, wovon sich jeweils vier Teilnehmer für die nächste Sendung qualifiziert haben. Das Ergebnis wurde dabei zu 100 % von einer Fachjury entschieden. In der dritten Sendung mussten dann alle acht Interpreten sowie der Wildcard-Interpret ihre Lieder in kleinen Livekonzert vorstellen. Dort entschied die Jury dann zwei Teilnehmer, die nicht die vierte Sendung erreichten. In der vierten Sendung wurde dann ein weiterer Teilnehmer ermittelt, der das Finale nicht erreichte. Im Finale traten somit sechs Teilnehmer gegeneinander an, wobei der Sieger in zwei Abstimmungsrunden zu 100 % per Televoting bestimmt wurde.

### 2013 und 2014
Für 2013 und 2014 wurde das Konzept von 2012 leicht abgeändert. So gab es zuerst drei Vorstellungsrunden, wo sich die Teilnehmer der Öffentlichkeit präsentierten. Danach folgten zwei Heats, in dem lediglich die Jury das Ergebnis bestimmte. Ein Teilnehmer schied dabei aus, während ein Teilnehmer direkt das Finale erreichte. Die verbliebenen Teilnehmer erreichten das Halbfinale. Dort entschieden dann lediglich die Zuschauer, welche Teilnehmer das Finale erreichten. Im Finale traten dann acht Teilnehmer gegeneinander an, wobei der Sieger zu 50 % per Juryvoting und zu 50 % per Televoting entschieden wurde.

### 2015 und 2016
2015 wurde der Modus von UMK erstmals stärker abgeändert. Alle Sendungen waren von nun an live, fanden in den Yle-Studios statt und waren nicht mehr vorher aufgenommen, womit die Vorstellungsrunden abgeschafft wurden. Außerdem nahmen nun 18 statt zwölf Teilnehmer teil. Von nun ab gab es lediglich drei Halbfinale mit je sechs Teilnehmern. Davon qualifizierten sich jeweils drei Teilnehmer über 100 % Televoting für das Finale, so dass dort insgesamt neun Interpreten gegeneinander antraten. Dort entschieden dann zu 50 % das Televoting und zu 50 % eine speziell zusammengestellte Jury über das Endergebnis. Das Besondere an dieser Jury war, dass sie aus allen Gesellschaftsschichten Finnlands bestand und somit aus Kindern, Mitgliedern der LGBT-Community, Finnlandschweden, Medienvertretern, Musikern, Eurovision Fans und sogar Taxifahrern (2015) und Straßenbauarbeitern (2016). 2016 wurde diese Jury noch mit Parlamentsabgeordneten, YouTubern und Internet-Bloggern erweitert.

### 2017
Nach zwei enttäuschenden Ergebnissen im Halbfinale, ohne Finalqualifikation, wurde die Sendung für 2017 vereinfacht. Die Halbfinale wurden abgeschafft und von nun an gab es lediglich eine Live-Sendung mit zehn Teilnehmern. Dort entschieden dann zu 50 % Televoting und zu 50 % eine internationale Jury den Sieger.

### 2018 und 2019
Nachdem auch 2017 das Finale nicht erreicht wurde, wurde erneut der Modus der Sendung verändert. So wählte Yle den Interpreten intern aus, dieser stellte drei Beiträge vor, womit die Sendung lediglich dazu diente das finnische Lied zu ermitteln. Erneut entschieden dann zu 50 % Televoting und zu 50 % eine internationale Jury den Sieger.

### 2020 und 2021
Nachdem Finnland 2018 nur den vorletzten Platz belegte und 2019 Letzter im Halbfinale wurde, veröffentlichte Yle im Sommer 2019 eine Umfrage, inwiefern das Format von UMK wieder abgeändert werden sollte. Nach einer Umfrage unter 1617 Zuschauern entschieden sich 53 % für eine Rückkehr zum ursprünglichen Konzept des Uuden Musiikin Kilpailu, einer Auswahl aus zehn Interpreten mit eigenen Liedern. Am 3. Juni 2019 gab Yleisradio bekannt, dass sie UMK 2020 zusammen mit dem Radiosender YleX produzieren würden. Unter der Leitung von Tapio Hakanen, dem Musikdirektor von YleX, fand eine Auswahl von bis zu zehn Interpreten und deren Liedern statt. Am Ende nahmen sechs Interpreten mit ihren Liedern an der Vorentscheidung teil. Erneut entschied zu 50 % das Televoting und zu 50 % eine internationale Jury den Sieger. Während der spätere Sieger Aksel Kankaanranta mit dem Lied Looking Back das Juryvoting gewann, belegte die spätere zweitplatzierte Erika Vikman mit ihrem Lied Cicciolina Platz 1 im Zuschauervoting. Auch 2021 griff Yleisradio wieder auf das Konzept von 2020 zurück. Dieses Mal nahmen allerdings sieben Interpreten an der Vorentscheidung teil.

### 2025
UMK 2025 findet am 8. Februar in der Nokia Arena in Tampere statt. Von den ursprünglich 7 Teilnehmern wurde die Band One Morning Left wegen eines Regelbruchs und Vorwürfen der sexuellen Belästigung einer Minderjährigen gegen den Leadsänger Mika Lahti von Yle disqualifiziert. Das hatte zur Folge, dass sich die Band von ihm distanziert, die anderen Bandmitglieder die Gruppe verlassen haben und alle Aktivitäten eingestellt wurden.

## Erfolg beim Eurovision Song Contest
Finnland wurde in den letzten 10 Jahren (Stand Januar 2025) von einer Serie von Misserfolgen geplagt - 5 von 10 Beiträgen haben es nicht ins Finale geschafft, 3 von 10 landeten auf der unteren Hälfte des Scoreboards. Das beste Ergebnis in den letzten Jahren und das zweitbeste Ergebnis überhaupt erreichte Käärijä mit "Cha Cha Cha" im Jahre 2023, der den zweiten Platz belegte und sogar den ersten Platz im Televoting erreichte. Es war das zweitbeste Ergebnis Finnlands beim Eurovision Song Contest. Finnlands bestes Ergebnis und bis dato einziger Sieg gelang Lordi mit "Hard Rock Hallelujah" im Jahre 2006.

## Austragungsorte
UMK fand bisher in drei verschiedenen Städten statt. Die Halbfinale, Heats und Vorstellungsrunde fanden dabei allesamt in Helsinki statt, jedoch an sechs verschiedenen Orten in der Hauptstadt Finnlands. Das Finale hingegen fand dabei in insgesamt vier verschiedenen Austragungsorten statt.

### Halbfinale, Heats und Vorstellungsrunden
| Anzahl | Stadt    | Austragungsort     | Jahr       |
| ------ | -------- | ------------------ | ---------- |
| 7      | Helsinki | M1 Studios         | 2012       |
| 7      | Helsinki | Club Dom           | 2012       |
| 7      | Helsinki | Helsingin Jäähalli | 2012       |
| 7      | Helsinki | Club Circus        | 2013       |
| 7      | Helsinki | Peacock Theater    | 2014       |
| 7      | Helsinki | Yle-Studios        | 2015, 2016 |

### Finale
| Anzahl | Stadt    | Austragungsort               | Jahr                   |
| ------ | -------- | ---------------------------- | ---------------------- |
| 4      | Espoo    | Espoo Metro Areena           | 2013, 2014, 2017, 2018 |
| 3      | Helsinki | Helsingin Jäähalli           | 2012                   |
| 3      | Helsinki | Yle-Studios                  | 2015, 2016             |
| 3      | Turku    | Logomo                       | 2019, 2022, 2023       |
| 2      | Tampere  | Mediapolis Television Studio | 2020, 2021             |
| 2      | Tampere  | Nokia-Arena                  | 2024, 2025, 2026       |

## Moderation

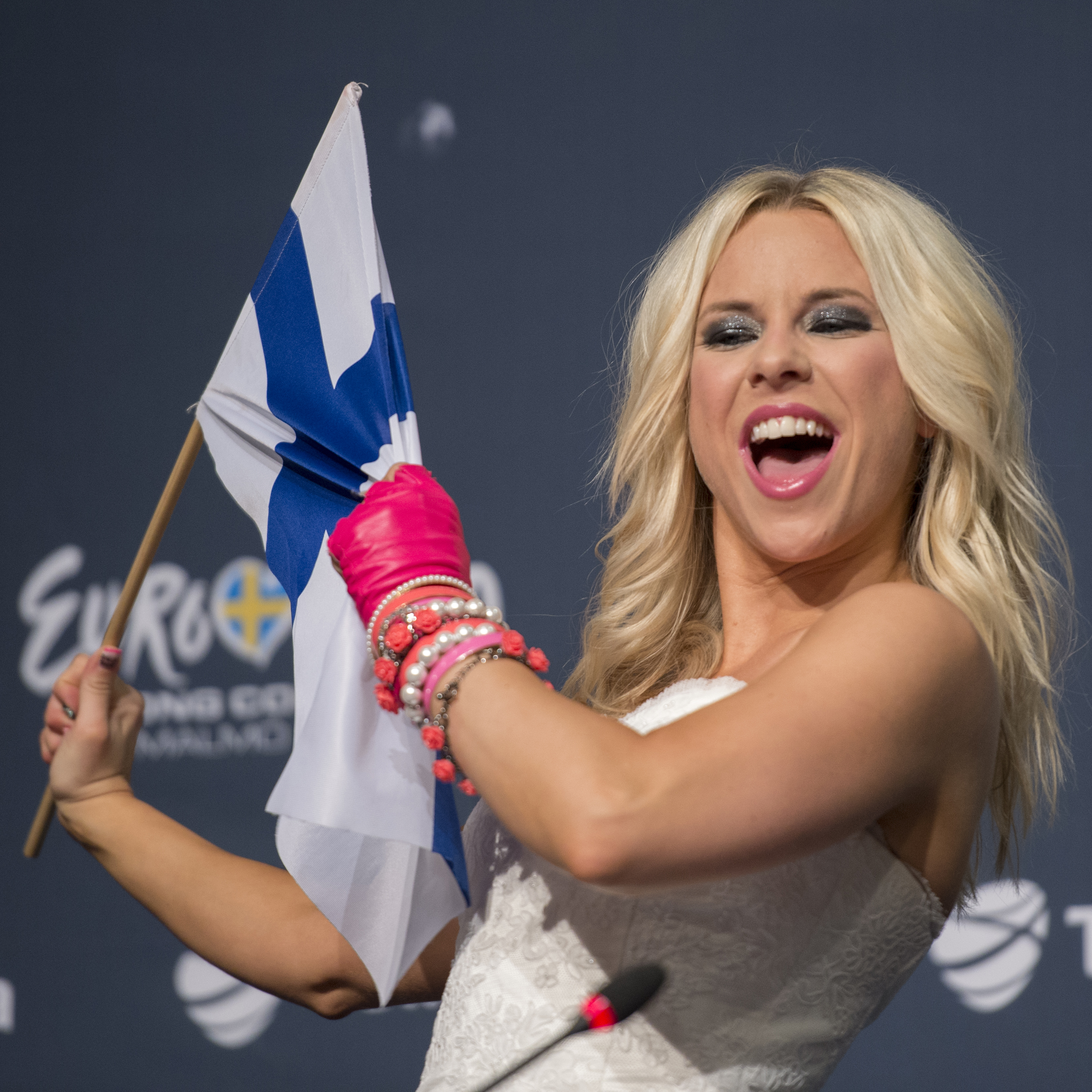
Krista Siegfrids, die 2013 selber UMK gewann, war von 2016 bis 2020 Moderatorin des Wettbewerbes

Insgesamt vierzehn Personen moderierten bisher mindestens eine Ausgabe des UMK. Mit vier Einsätzen ist Krista Siegfrids die häufigste Moderatorin des UMK.
| Jahr | Moderatoren                | Moderatoren      | Moderatoren                                              |
| ---- | -------------------------- | ---------------- | -------------------------------------------------------- |
| 2012 | Anne Lainto                | Joona Kortesmäki | –                                                        |
| 2013 | Anne Lainto                | Ile Uusivuori    | –                                                        |
| 2014 | Anne Lainto                | Ile Uusivuori    | –                                                        |
| 2015 | Roope Salminen             | Rakel Liekki     | –                                                        |
| 2016 | Roope Salminen             | Krista Siegfrids | –                                                        |
| 2017 | Niina Lahtinen (Greenroom) | Krista Siegfrids | –                                                        |
| 2018 | Mikko Silvennoinen         | Krista Siegfrids | –                                                        |
| 2019 | Mikko Silvennoinen         | Krista Siegfrids | Christoffer Strandberg                                   |
| 2020 | Mikko Silvennoinen         | Krista Siegfrids | Ville „Viki“ Eerikkilä & Juuso „Köpi“ Kallio (Greenroom) |
| 2021 | Antti Tuisku               | –                | –                                                        |
| 2022 | Paula Vesala               | –                | –                                                        |
| 2023 | Samu Haber                 | –                | –                                                        |
| 2024 | Pilvi Hämäläinen           | Viivi Pumpanen   | Benjamin Peltonen                                        |
| 2025 | Sanni                      | Jasmin Beloued   | -                                                        |